# Provodín
Provodín település Csehországban, Česká Lípa-i járásban. Provodín Doksy, Ralsko, Zákupy, Zahrádky, Sosnová, Jestřebí és Česká Lípa településekkel határos. Lakosainak száma 720 fő (2024. január 1.).

## Népesség
A település lakosságának változását az alábbi diagram mutatja:
| Lakosok száma | 520  | 489  | 461  | 435  | 768  | 688  | 737  | 753  | 715  | 720  |
|               | 1869 | 1890 | 1921 | 1950 | 1980 | 2001 | 2017 | 2019 | 2022 | 2024 |